# Sosa Joseph
Sosa Joseph, née en 1971, est une artiste peintre contemporaine indienne.

## Biographie
Sosa Joseph a étudié au Raja Ravi Varma College of Fine Arts à Mavelikara Kerala, puis à l'université Maharaja Sayajirao de Baroda. Contrairement à nombre de ses contemporains, qui sont restés à Baroda ou sont partis à Delhi ou Bombay après avoir terminé leurs études, Joseph est retournée vivre et travailler à Kochi,,.

## Carrière artistique

### Style artistique
Sosa Joseph est reconnue pour ses peintures à l'huile représentant la vie quotidienne telle qu'elle la perçoit dans son environnement immédiat. Elle s'inspire de ses souvenirs et de ses observations de sa ville natale de Parumala et de sa résidence de Kochi, toutes deux situées au Kerala. L'artiste peint des figures abstraites et engagées dans divers scénarios et décors, à l'exemple de femmes discutant entre elles au bazar du village ou de villageois chassant les grenouilles.
Ces œuvres présentent certaines similitudes avec les œuvres des peintres de l'école d'art de Baroda des années 1970 et 1980, parmi lesquels se distinguent les artistes Sudhir Patwardhan et Bhupen Khakhar, qui ont développé un style de peinture narrative axé sur le paysage urbain et un éloignement du réalisme pictural traditionnel. Ce style donne une place importante à l'allégorie.

### Principales thématiques
La relation des femmes avec le patriarcat est un thème récurrent dans les peintures de Sosa Joseph, et cela notamment avec « What Are We ? » en 2012, une série de peintures en trois parties qui découle de l'intérêt de l'artiste pour la vie des femmes,,.
Les plans d'eau, les animaux aquatiques et les activités liées à l'eau sont également des sujets fréquents dans l'œuvre de l'artiste. En 2009, Sosa Joseph immortalise le lancer d'un filet sur des poissons dans l'aquarelle Limits of Understanding I jusqu'à réaliser la collection de scènes au bord de la rivière dans l'huile sur toile Gift From the River I en 2021. Dans une déclaration de l'artiste datant de décembre 2021, elle écrit que la rivière Pampa, près de laquelle elle a grandi, l'a élevée, alimentant son imagination et sa compréhension de la vie. 

## Reconnaissance
Sosa Joseph est considérée comme une représentante importante de l'art féminin contemporain au Kerala en Inde. Elle a présenté ses œuvres en solo et en groupe dans des galeries et des foires d'art internationales, dont au Stedelijk Museum Amsterdam (2015), à la Triennale de Setouchi à Shodoshima au Japon (2016) et à la 21e Biennale de Sydney (2018),.

## Expositions
Parmi une liste non exhaustive :

### Expositions individuelles
- The Common, Galerie Mirchandani + Steinruecke, Mumbai, 2009
- Unspecified, Galerie Mirchandani + Steinruecke, Mumbai, 2014
- Where do we come from ?, Galerie Mirchandani + Steinruecke, Mumbai, 2022
- Sosa Joseph: Pennungal: Lives of women and girls, David Zwirner  Art Gallery, Londres, août 2024[8]

### Expositions collectives
- Mémoires des Futurs | Modernités Indiennes, Centre Pompidou, Paris, 2017
- SUPERPOSITION : Equilibrium & Engagement, 21e Biennale de Sydney, 2018
- New Figurations : Matthew Krishanu and Sosa Joseph, Jhaveri Contemporary, Mumbai, 2019[9]
- RED, Galerie Mirchandani + Steinruecke, Mumbai, 2021